# Ателоп Цетека
Ателоп Цетека (Atelopus zeteki) — вид земноводных рода Atelopus из семейства Bufonidae. Видовое латинское название дано в честь американского энтомолога Джеймса Цетека (1886—1959).
Общая длина достигает от 3,5 до 4 см. Окраска тела жёлто-оранжевого цвета с пятнами чёрного цвета на голове, спине и по бокам. Гладкая кожа содержит нейротоксин тетродотоксин.
Любит влажные тропические горные леса. Встречается на высоте от 335 до 1315 метров над уровнем моря. Ведёт наземный и древесный образ жизни. Активен днём. Питается многоножками, муравьями, пауками и жуками.
Самка откладывает яйца в наполненные водой полости растений и покидает участок. Кладку охраняют только самцы. Метаморфоз длится примерно 4 недели. Продолжительность жизни составляет 12 лет.
Эндемик Панамы. Ареал вида ограничен регионом восточнее горного хребта Serranía de Tabasará в панамских провинциях Кокле и Панама.
Вид находится на грани вымирания из-за потери мест обитания вследствие вырубки лесов, а также лова с целью нелегальной продажи животных. Ощутимый урон популяции нанесло грибковое заболевание хитридиомикоз, результатом которого стало сокращение численности популяции за последние 10 лет на 80 %. Чтобы спасти вид от вымирания, зоопарк Хьюстона построил специальный центр, где успешно проводит размножение животных.